# Dielocroce hebraea
Dielocroce hebraea is een insect uit de familie van de Nemopteridae, die tot de orde netvleugeligen (Neuroptera) behoort. 
Dielocroce hebraea is voor het eerst wetenschappelijk beschreven door Hölzel in 1975.